# Hapakjaure
Hapakjaure är en sjö i Gällivare kommun i Lappland och ingår i Luleälvens huvudavrinningsområde. Sjön har en area på 0,568 kvadratkilometer och ligger 542 meter över havet. Hapakjaure ligger i Sjaunja Natura 2000-område. Sjön avvattnas av vattendraget Luottojåkkå (Tåresjåkkå).

## Delavrinningsområde
Hapakjaure ingår i det delavrinningsområde (749633-164416) som SMHI kallar för Utloppet av Hapakjaure. Medelhöjden är 643 meter över havet och ytan är 25,42 kvadratkilometer. Räknas de 6 avrinningsområdena uppströms in blir den ackumulerade arean 87,19 kvadratkilometer. Luottojåkkå (Tåresjåkkå) som avvattnar avrinningsområdet har biflödesordning 3, vilket innebär att vattnet flödar genom totalt 3 vattendrag innan det når havet efter 346 kilometer. Avrinningsområdet består mestadels av skog (35 procent), öppen mark (16 procent), sankmarker (11 procent) och kalfjäll (35 procent). Avrinningsområdet har 0,62 kvadratkilometer vattenytor vilket ger det en sjöprocent på 2,5 procent.